# Бжостек (гміна)
Гміна Бжостек (пол. Gmina Brzostek) — місько-сільська гміна у східній Польщі. Належить до Дембицького повіту Підкарпатського воєводства.
Станом на 31 грудня 2011 у гміні проживало 13176 осіб.

## Територія
Згідно з даними за 2007 рік площа гміни становила 122.62 км², у тому числі:
- орні землі: 66.00%
- ліси: 25.00%

Таким чином, площа гміни становить 15.79% площі повіту.

## Населення
Станом на 31 грудня 2011:
| Опис     | Загалом | Загалом | Чоловіки | Чоловіки | Жінки | Жінки |
| -------- | ------- | ------- | -------- | -------- | ----- | ----- |
| одиниця  | осіб    | %       | осіб     | %        | осіб  | %     |
| все      | 13176   | 100     | 6584     | 49.97    | 6592  | 50.03 |
| міське   | 2655    | 100     | 1289     | 48.55    | 1366  | 51.45 |
| сільське | 10521   | 100     | 5295     | 50.33    | 5226  | 49.67 |

## Сусідні гміни
Гміна Бжостек межує з такими гмінами: Бжиська, Вельополе-Скшинське, Дембиця, Йодлова, Колачице, Пільзно, Фриштак.